# مهدی مخلوفی
مهدی مخلوفی (انگلیسی: Mehdi Makhloufi؛ زادهٔ ۱۴ اکتبر ۱۹۷۸) بازیکن فوتبال اهل الجزایر است.
از باشگاه‌هایی که در آن بازی کرده‌است می‌توان به باشگاه فوتبال لیل، باشگاه فوتبال کورتریک، باشگاه فوتبال اوستنده، و باشگاه فوتبال سرکل بروژ اشاره کرد.